# Jean-Baptiste Marchand
General Jean-Baptiste Marchand (2 de novembro de 1863 - 13 de janeiro de 1934) foi um oficial militar e explorador francês na África. Ele nasceu em Thoissey, Ain, e participou da l’Ecole militaire de Saint-Maixent. Marchand é mais conhecido por comandar a força expedicionária francesa durante o Incidente de Fashoda.
Participou da conquista francesa do Senegal e foi gravemente ferido em 1889 na captura de Diena pelos franceses. Em 1890, o major Marchand foi enviado para explorar as nascentes do rio Niger e o Nilo e ocupar a área em torno de Fashoda, Sudão, atualmente conhecida como Kodok, e trazê-la sob o controle francês. Depois de uma viagem de 14 meses a pé ou de barco a partir de expedição da África Ocidental com 20 oficiais e sargentos franceses e 130 soldados senegaleses-franceses, Marchand chegou a Fashoda, um forte abandonado no Nilo, em 10 de julho de 1898. Marchand reconstruiu o forte, mas o esperado apoio de outras colunas da França e da Abissínia não chegaram.
Em 18 de setembro, um destacamento liderado por Sir Herbert Kitchener, comandante do exército anglo-egípcio que tinha acabado de derrotar as forças de Mádi na Batalha de Ondurmã, chegou a Fashoda. Após a batalha, Kitchener abriu ordens seladas de Londres para investigar a expedição francesa a cerca de 600 quilômetros ao sul. Ambos os lados insistiam no controle de Fashoda, porém os dois comandantes foram diplomáticos e o encontro foi polido. Isso levou a um período de intensas discussões diplomáticas entre Paris e Londres, no final da qual o governo francês ordenou a retirada de suas forças. Marchand já havia sido chamado de volta à França e insistiu em viajar pela Abissínia, em vez de descer o Nilo controlado pelos britânicos. 
Marchand, posteriormente lutou com as forças expedicionárias francesas na China durante a Rebelião dos Boxers em 1900. Ele foi promovido ao posto de General em 1915 durante a Primeira Guerra Mundial e foi ferido em 1915 na Batalha de Champagne e novamente em 1916, na Batalha do Somme. Aposentou-se do Exército em 1919.